# Bujoru, Teleorman
Bujoru este satul de reședință al comunei cu același nume din județul Teleorman, Muntenia, România. Se află în partea de sud-est a județului, în Lunca Dunării, pe malul stâng al Vedei. La recensământul din 2002 avea o populație de 1.943 locuitori.